# محمد سعيد العشماوي
محمد سعيد العشماوي (1932 - 11 نوفمبر 2013) كاتب ومفكر مصري وقانوني مصري.

## سيرته
ولد المستشار محمد سعيد العشماوي في القاهرة من عام 1932 ، وهو كاتب ومفكر مصري وقانوني، عمل وكيل نيابة وقاضيًا ومستشارا في محاكم مصر، وتولّى سابقا منصب رئيس محكمة استئناف القاهرة ومحكمة الجنايات إلي أن وصل الي وظيفة رئيس محكمة أمن الدولة العليا.

## مولفاته
نشر أكثر من ثلاثين كتابا بالعربية والإنجليزية والفرنسية منها الإسلام السياسي – أصول الشريعة – الخلافة الإسلامية – ديوان الأخلاق – العقل في الإسلام – الأصول المصرية لليهودية وأهم كتاب له بالإنجليزية طبع عدة مرات ويباع في الأسواق والمكتبات الأمريكية كما تجده على موقع أمازون للكتب وعنوانه، كما يكتب في عدد من الصحف والمجلات المصرية، وبالخصوص مجلة أكتوبر، بالإضافة الي عشرات المقالات التي نشرت في أشهر الصحف والمجلات العربية ومواقع الإنترنت.

## مؤلفاته
| - رسالة الوجود. - تاريخ الوجودية في الفكر البشري. - ضمير العصر. - حصاد العقل. - جوهر الإسلام. | - روح العدالة. - الإسلام السياسي. - الربا والفائدة في الإسلام. - الشريعة الإسلامية والقانون المصري. - معالم الإسلام. | - الخلافة الإسلامية. - حقيقة الحجاب وحجية الحديث. - حياة الإنسان. - أصول الشريعة. - جوامع الفكر. | - روح الدين. - على منصة القضاء. - من وحي القلم. - العقل في الإسلام. | - مصر والحملة الفرنسية. - ديوان الأخلاق. - إسلاميات وإسرائيليات. - الصراع الحضاري بين العرب وإسرائيل. |